# 今、きらめいて
『今、きらめいて』（いま、きらめいて）は、1994年（平成6年）9月18日から2001年（平成13年）3月まで、東北電力一社提供の30分のローカル番組・ドキュメンタリー番組。
フジテレビ系列局の仙台放送をキー局として、青森テレビ、秋田テレビ、IBC岩手放送、山形放送、福島テレビ、新潟放送のネット系列を超えた東北6県と新潟県の民放7局ネットで放送された。

## 概要
1994年9月18日に『サンデートーク』（後の『新・サンデートークごきげんよう草柳です』）の後番組として開始され、ドキュメントタッチのVTRで構成された。その関係から『サンデートーク』で司会を務めた草柳大蔵（評論家）が「監修」という形でクレジットされていた。
当初は司会者の廣瀬純（歌手）らが進行する生放送部分があったが、1年間で生放送の部分は無くなり、全編VTRとなった。
青森県では番組開始当初は『サンデートーク』時代に続いて青森放送がネットしていたが、翌1995年4月にミヤギテレビ制作（日本テレビ系列ブロック）の東北電力一社提供番組『ネットワーク・7』放送開始に伴いネット局を交換、青森テレビが放送することになった。
2001年3月をもって終了した。その後の仙台放送制作・東北電力提供番組は以下のように変遷している。詳しくはそれぞれの番組の項を参照されたい。
- ぼくらの時代（2001年4月 - 2005年9月） - この時点で岩手県は岩手めんこいテレビ、山形県はさくらんぼテレビ、新潟県は新潟総合テレビにネット局を切り替えた。なお2007年4月よりフジテレビ系列で放送されている『ボクらの時代』とは別番組である。
- 情熱エンジン（2005年10月 - 。ただし、東日本大震災発生以降は無期限休止状態となっている）